# دریاچه راکو
دریاچه راکو (انگلیسی: Lake Raku) یک دریاچه در دهستان ساکو، شهرستان هاریو در شمال استونی است که ۲٬۲۹۸ کیلومتر مربع وسعت دارد.